# Joren Bloem
Joren Bloem (21 december 1999) is een Nederlandse wegwielrenner die anno 2023 rijdt voor TDT-Unibet. Bloem begon zijn carrière in 2022 bij À Bloc CT.

## Overwinningen
2024
Puntenklassement Ronde van Sibiu

## Resultaten in voornaamste wedstrijden
|      | \| Jaar \| Parijs-Roubaix \| Amstel Gold Race \| \| ---- \| -------------- \| ---------------- \| \| 2025 \| 97e \| opgave \| |                  |
| Jaar | Parijs-Roubaix | Amstel Gold Race |
| 2025 | 97e | opgave           |

## Ploegen
- 2022 –  À Bloc CT
- 2023 –  TDT-Unibet
- 2024 –  TDT-Unibet
- 2025 –  Unibet Tietema Rockets

Tietema · Bloem · Budding · de Vries · Inkelaar · Toussaint · Bomboi · Bouts · Loockx (vanaf 1/10) · Stockman · Vandevelde · Kopecký · Tanfield
Bloem · Bomboi · Bouts · Budding · Christophersen · de Vries · Geleijn · Huens · Huyet · Inkelaar · Johannink · Kopecký · Kyffin · Loockx · Maire · Nielsen · Paige · Pedersen · Stockman · Stokbro · Ťoupalík
Bloem · Bomboi · Budding · Carboni · Christophersen · de Vries · Eiking · Geleijn · Huens · Huyet · Inkelaar · Johannink · Kopecký · Kubiš · Kyffin · Loockx · Maire · Meris · Mouris · Nielsen · Paige · Stockman · Stokbro · Ťoupalík · Verschuren